# Едуард Ґляттер
Ігнац Едуард Ґлаттер (нім. Ignaz Eduard Glatter; *1813 — 30.05.1876, Відень) — австрійський лікар і статистик. Магістр із акушерства, д-р медицини і хірургії (Пешт, 1836).
У 1840-х рр. — лікар-практик у Галичині, при штаті Львівської загальної лікарні. У 1850-х рр. — головний санітарний лікар (фізикус) комітату Пешт-Піліш Угорського королівства (до кінця 1860 року), згодом — директор Статистичного бюро міста Відень. Габілітація з охорони здоров'я та медичної статистики (Відень, 1866), приват-доцент Віденського університету. Провідник расово-антропологічного напряму в австрійській демографічній статистиці.